# Ван Ранкин, Хосекарлос
Хосекарлос Ван Ранкин Гальянд (исп. Josécarlos Van Rankin Galland; 14 мая 1993, Мехико, Мексика) — мексиканский футболист, защитник клуба «Гвадалахара». Выступает за «Некакса» на правах аренды.

## Клубная карьера
Ван Ранкин — воспитанник клуба «УНАМ Пумас». 18 марта 2012 года в матче против «Америки» он дебютировал в мексиканской Примере. В первом сезоне он Хосекарлос провёл всего одну встречу, после чего некоторое время выступал за дублирующий состав. В сезоне 2013/2014 он завоевал место в основе. 13 апреля 2014 года в поединке против «Веракруса» Ван Ранкин забил свой первый гол за «пум».
Летом 2018 года Хосекарлос перешёл в «Гвадалахару» на правах аренды. 22 июля в матче против «Тихуаны» он дебютировал за новую команду. В этом же поединке Ван Ранкин забил свой первый гол за «Гвадалахару». Летом 2019 года Ван Ранкин перешёл в «Чивас» на постоянной основе.
15 декабря 2019 года Ван Ранкин был взят в аренду «Сантосом Лагуной» на клаусуру 2020.
3 февраля 2021 года Ван Ранкин отправился в аренду в клуб MLS «Портленд Тимберс» сроком на один год с опцией выкупа. За американский клуб он дебютировал 6 апреля в первом матче 1/8 финала Лиги чемпионов КОНКАКАФ 2021 против гондурасского «Марафона». 8 февраля 2022 года «Тимберс» продлил аренду Ван Ранкина до лета с опциями дальнейшего продления до конца года и выкупа. 1 июля «Тимберс» продлил аренду Ван Ранкина до конца сезона 2022. 13 августа в матче против «Торонто» он забил свой первый гол в MLS. По окончании сезона 2022 «Портленд Тимберс» не стал выкупать Ван Ранкина.

## Международная карьера
В 2013 году в составе молодёжной сборной Мексики Ван Ранкин стал чемпионом КОНКАКАФ среди молодёжных команд. На турнире он сыграл в матчах против молодёжных команд Ямайки, Кюрасао, США и дважды Сальвадора. В том же году Хосекарлос участвовал в Турнире в Тулоне. Летом 2013 года Ван Ранкин поехал с молодёжной командой на чемпионат мира в Турцию. На турнире он сыграл в матчах против команд Греции, Парагвая, Мали и Испании.
В 2015 году Хосекарлос в составе сборной Мексики до 22 лет завоевал серебряные медали Панамериканских игр в Канаде. На турнире он сыграл в матчах против команд Парагвая, Тринидада и Тобаго, Панамы и дважды Уругвая. В том же году Майкл принял участие в Турнире в Тулоне.
11 октября 2018 года в товарищеском матче против сборной Коста-Рики Ван Ранкин дебютировал за сборную Мексики.

## Достижения
Командные
 Мексика (до 20)
- Чемпионат КОНКАКАФ среди молодёжных команд — 2013

 Мексика (до 23)
- Панамериканские игры — 2015